# Comuna Bollebygd
Bollebygd (Bollebygds kommun) este o comună din comitatul Västra Götalands län, Suedia, cu o populație de 8.562 locuitori (2013).

## Geografie

### Zone urbane
Lista celor mai mari zone urbane din comună (anul 2015) conform Biroului Central de Statistică al Suediei:
| Nr | Zona urbană | Pop.  |
| -- | ----------- | ----- |
| 1  | Bollebygd   | 3.870 |
| 2  | Olsfors     | 617   |
| 3  | Töllsjö     | 409   |
| 4  | Hultafors   | 333   |

## Demografie
| \| Evoluția demografică în comuna Bollebygd, 1995–2015 \| Evoluția demografică în comuna Bollebygd, 1995–2015 \| Evoluția demografică în comuna Bollebygd, 1995–2015 \| Evoluția demografică în comuna Bollebygd, 1995–2015 \| Evoluția demografică în comuna Bollebygd, 1995–2015 \| \| ----------------------------------------------------------------------------------------------------- \| --------------------------------------------------- \| --------------------------------------------------- \| --------------------------------------------------- \| --------------------------------------------------- \| \| An \| \| \| Locuitori \| \| \| 1995 \| 1995 \| \| 7973 \| 7973 \| \| 2000 \| 2000 \| \| 7884 \| 7884 \| \| 2005 \| 2005 \| \| 8086 \| 8086 \| \| 2010 \| 2010 \| \| 8375 \| 8375 \| \| 2015 \| 2015 \| \| 8799 \| 8799 \| \| Sursa: SCB - Statistika Centralbyrån, Folkmängd efter region, civilstånd, ålder och kön. År 1968–2016 \| \| \| \| \| |      |  |           |      |
| Evoluția demografică în comuna Bollebygd, 1995–2015 |      |  |           |      |
| An |      |  | Locuitori |      |
| 1995 | 1995 |  | 7973      | 7973 |
| 2000 | 2000 |  | 7884      | 7884 |
| 2005 | 2005 |  | 8086      | 8086 |
| 2010 | 2010 |  | 8375      | 8375 |
| 2015 | 2015 |  | 8799      | 8799 |
| Sursa: SCB - Statistika Centralbyrån, Folkmängd efter region, civilstånd, ålder och kön. År 1968–2016 |      |  |           |      |